# Ludwigsburg Museum

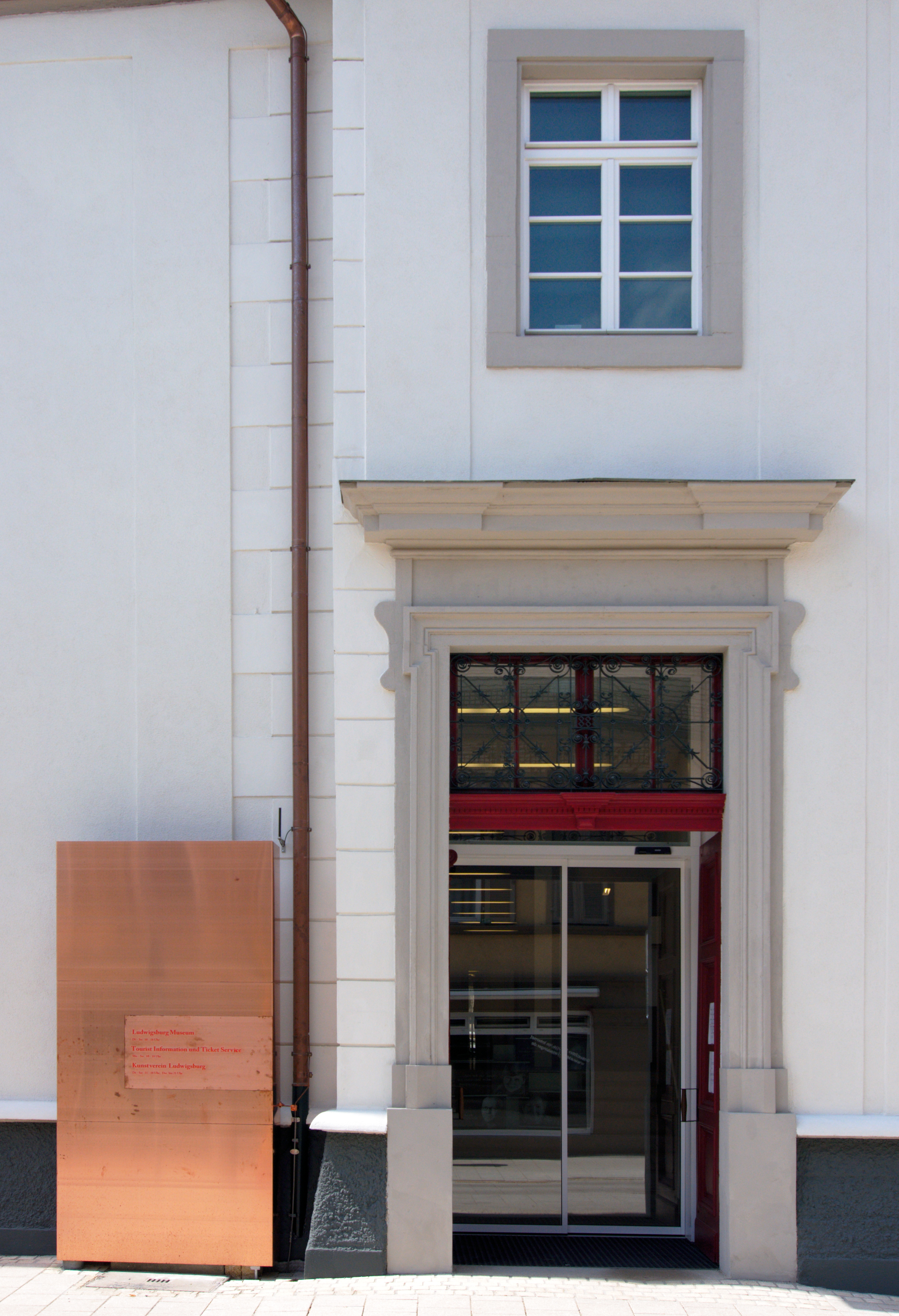
Eingang in der Eberhardstraße

Das Ludwigsburg Museum präsentiert die Kulturgeschichte der Stadt Ludwigsburg und ihrer Region. Die Ausstellung zeigt den Charakter der Stadt als Residenz und Zentrum der Künste sowie als Garnisons- und Industriestandort.
Von rund 25.000 Gegenständen, die das Museum verwahrt, zeigt es rund 500 in seinen Ausstellungsräumen.

## Geschichte

### Die Sammlung des Historischen Vereins
Die Sammlungsgeschichte des Museums reicht bis ins 19. Jahrhundert zurück. In der ersten Satzung des Historischen Vereins Ludwigsburg vom November 1897 war als Hauptziel „die Sammlung von Altertümern und wertvollen Kunstgegenständen und deren Aufstellung in geeigneten Räumen“ festgehalten. Dessen Sammlungsgegenstände waren 1899 zunächst im Gymnasium am Marktplatz untergestellt. Die erste Ausstellung fand vom 1. April bis zum 9. April 1901 im Ratskeller statt. Sie erregte großes Aufsehen in der Öffentlichkeit; zu den Besuchern zählten König Wilhelm II. von Württemberg mit seiner Frau und seiner Tochter sowie die Prinzen Herrmann und Ernst von Sachsen-Weimar und Prinz Max von Schaumburg-Lippe. Ausgestellt wurden unter anderem persönliche Gegenstände aus dem Besitz von Justinus Kerner, Eduard Mörike und David Friedrich Strauß. Nach dem Ende der Schau blieb die Sammlung im ersten Stock des Ratskellers; sonntags von 11 bis 12 Uhr konnte die Öffentlichkeit sie unentgeltlich besichtigen.
Ab 1905 bot der Ruinenbau in den Schlossanlagen Domizil für die wachsende Sammlung. Dieser Platz war geräumiger, allerdings auf Dauer nicht geeignet, denn „der Raum war feucht“, so Oscar Paret 1947. Als Robert Vischer 1912 dem Verein das Arbeitszimmer seines Vaters Friedrich Theodor Vischer überließ, musste es zunächst wieder am alten Platz im Gymnasium ausgestellt werden. In den Ludwigsburger Geschichtsblättern von 1913 werden als weitere Neuzugänge „Möbelstücke und sonstige wertvolle Andenken“ von Eduard Mörike sowie „Mumienteile aus Ägypten“ genannt. 1921 bekam der Verein Räume im Favorite-Schlösschen und konnte seine Ausstellung in „zwei großen Sälen und nicht weniger als acht Zimmern“ präsentieren. Wichtiger Neuzugang war die historisch-topographische und kulturhistorische Sammlung Altwürttemberg, bestehend aus 5.000 Grafikblättern, zusammengetragen vom Stuttgarter Major Hans Winter und für die Sammlung aufgekauft von Richard Franck.
1932 kamen als Leihgaben den Prinzen Albrecht von Schaumburg-Lippe Möbel und Einrichtungsgegenstände aus dem Besitz von Königin Olga zur Sammlung hinzu. Die seltenen Boulle-Möbel, Büsten und Statuetten überdauerten allerdings bis auf wenige Stücke nicht den Zweiten Weltkrieg. Lediglich ein Bronzetisch und einige Messing-Zierteile von Möbeln befinden sich noch im Besitz des Museums. Eine Büste von Königin Olga steht heute im Residenzschloss.
Auch die Räume im Favoriteschlösschen waren feucht und gefährdeten die Bestände. Im Oktober 1933 zog man deshalb um in den Südflügel des Residenzschlosses. Weil Ämter diese Räume beanspruchten, musste man jedoch schon im Frühjahr 1934 wieder zurück ins Favoriteschlösschen. Im selben Jahr kam der Historische Verein in den Besitz eines Teils der Puppensammlung von Tony Schumacher. Bis 1942 war ein großer Teil der Puppen durch Mottenfraß stark angegriffen. Nach dem Krieg schien die Puppensammlung ganz verschollen; sie wurde jedoch in zwei unbeschrifteten Holzkisten entdeckt und konnte 1994 nach gründlicher Restaurierung erneut ausgestellt werden.

### Das städtische Museum
In einer Schilderung von 1942 beschrieb Oscar Paret den Zustand der Sammlung Ende der 1930er Jahre als verwahrlost: zahlreiche Kisten stünden unausgepackt, verstaubt und ohne Inhaltsangabe in den Räumen verteilt. Bücher und Grafikblätter lägen offen und lose in den Regalen. Das Sofa im Vischer-Zimmer sei von Motten zerfressen. Bei Maurerarbeiten zum Splitterschutz sei versäumt worden, die Bestände abzudecken, so dass Bauschutt auf und in den Mappen liege. Der Oberbürgermeister Karl Frank bot daher dem Historischen Verein 1937 an, die Sammlung in Besitz und Obhut der Stadt zu übernehmen. Ende 1941 kam diese Übernahme zustande. Oscar Paret, seit 1941 Vorsitzender des Historischen Vereins, erstellte 1942 ein Bestandsverzeichnis. Angesichts der Gefahr durch Luftangriffe ließ er die wertvollsten Teile 1943 ins Salzwerk Kochendorf überführen. Dort konnten sie 1946 unversehrt geborgen werden. Ein zweites Depot im Schillergymnasium war ebenfalls unversehrt geblieben, ein drittes im Stadion jedoch geplündert worden. Nach dem Krieg fand sich zunächst kein geeigneter Raum für die Gesamtheit der Bestände. Die Stadt mietete einen kleinen Saal in der Privatwohnung von Oberst Max Holland, der sich ehrenamtlich um die Sammlung kümmerte. Erst 1958 konnten die verstreuten Bestände in einem von der Stadt gekauften Gebäude in der Brenzstr. 21 zusammengeführt werden.
1958 erhielt die Sammlung erstmals eine hauptamtliche Museumsleiterin. Restauriert, erforscht und inventarisiert bildete die Sammlung dann ab 1978 den Bestand des Städtischen Museums Ludwigsburg. Es bekam die Räumlichkeiten im hinteren Gebäudeteil des Kulturzentrums am Rathausplatz. 1986 gab es eine Sonderausstellung über Friedrich Theodor Vischer. 1991 und 1994 wurde die ständige Sammlung neu gestaltet und die Abteilungen Stadtgeschichte und Menschen in Ludwigsburg eröffnet. Eine weitere Sonderausstellung war 1994 der Puppensammlung von Tony Schumacher gewidmet.
Bis September 2012 blieb das Museum im Kulturzentrum am Rathausplatz. Eine letzte Sonderausstellung am alten Ort zeigte Werke der Fotografin Loredana Nemes. Danach schloss es für mehrere Monate, um ins neu eingerichtete MIK Museum Information Kunst hinüberzuziehen. Durch Beschluss des Wirtschaftsausschusses der Stadt wurde das Museum im November 2012 in Ludwigsburg Museum umbenannt.
Am 12. Mai 2013, dem internationalen Museumstag, öffnete mit der Einweihung des MIK auch das Ludwigsburg Museum wieder für das Publikum. Die Räume des MIK teilt sich das Museum mit der Touristinformation und dem Kunstverein.

## Ausstellung

### Eingangsbereich des MIK
In der Eingangshalle des MIK weisen ausgewählte Einzelstücke auf Leitthemen der Ludwigsburger Stadtgeschichte hin: Die alte Holzspitze der Hohenecker Kirche nimmt einen großen Teil der Höhe des Lichthofes in Anspruch. Eine Statue von Carl Eugen erinnert an die Gründung als Residenzstadt. Ein altes Motorrad erinnert an die Tradition als Industriestadt im 19. und 20. Jahrhundert. Weitere Gegenstände rufen das tägliche Leben und die Repräsentation im 18. und 19. Jahrhundert wach: An den Wänden der Eingangshalle finden sich unter anderem Zierrat von Gebäuden, Stuck- und Steinplastiken, ein alter Kinderwagen und ein großes Wirtshausschild. Dazu kontrastieren zwei moderne Lichtinstallationen.
Etwas abseits in der Eingangshalle veranschaulicht ein Stadtmodell die Anlage der barocken Planstadt mit dem Residenzschloss Ludwigsburg.

### Galerie im ersten Stock
Entlang der Wand der Galerie zeigen chronologisch angeordnete, aus der glatten Wandfläche herausragende Mauersteinquader bedeutende Ereignisse der Ludwigsburger Stadtgeschichte. Von der Aufgangstreppe kommend, geht der Besucher in der Zeit rückwärts von der Gegenwart bis zur Gründungszeit der Stadt. Einzelne in die Mauer eingelassene Vitrinen mit Ausstellungsstücken lassen Durchblicke in die Ausstellungsräume hinter dem Emporengang zu. Am Ende dieses Ganges betritt der Besucher rechterhand das erste Ausstellungszimmer, den Raum Guter Fürst.

### AusstellungsraumGuter Fürst
Dieser Raum ist dem Bau des Ludwigsburger Schlosses und dem Fürsten Eberhard Ludwig gewidmet. Kupferstiche zeigen Bauentwürfe des Schlosses nach Johann Friedrich Nette sowie verschiedene Ansichten des Schlosses nach Donato Giuseppe Frisoni. Weitere Grafiken zeigen die Schlösser Monrepos, Favorite, Solitude und Hohenheim, das Alte Schloss und das Neue Schloss in Stuttgart sowie das Landgut Scharnhausen. Zwei Porträtbilder zeigen Eberhard Ludwig und seine Mätresse Wilhelmine von Grävenitz.
In einer zentralen Vitrine zeigt eine Radierung auf gelber Seide die prunkvolle Heimführung der Braut bei der Hochzeit von Carl Eugen mit Elisabeth Friederike Sophie von Brandenburg-Bayreuth.

### AusstellungsraumIdealstadt
Der nächste Ausstellungsraum ist der barocken Stadtanlage als ideale Stadt gewidmet und den Bemühungen des Herzogs, sie mit ihm ergebenen Bürgern zu bevölkern. Er enthält, nach Themen gegliedert, Ausstellungsstücke und etliche Bücher und Dokumente aus jener Zeit. Um sie zu betrachten, muss der Besucher Schubladen ziehen, in denen sie unter Glas geborgen sind.
Die Themen des Raums sind:
- Ordnung: Eine zentrale Vitrine stellt ein Faksimile des ältesten Stadtplans von Ludwigsburg zur Schau. Er zeigt noch die Bastion um die Stadt herum, die damals wohl geplant war, jedoch nie gebaut wurde. Drückt man einen Knopf an der Vitrine, so schiebt sich das Original des alten Plans aus seiner lichtgeschützten Schublade über die Kopie.
- Planstadt; hierzu werden diverse Aufrufe des Herzogs zur Besiedlung, Lebensgeschichten aus der Zeit und ein Siegelstock mit dem Ludwigsburger Stadtwappen von 1718 gezeigt.
- Baustelle mit Nachrichten aus der Bauzeit, Stuck aus dem Schloss, einem Bebauungs- und einem Stadtplan und einer Darstellung der Verwandtschaftsverhältnisse italienischer Künstler und Kunsthandwerker in Ludwigsburg. Zur Bauzeit arbeiteten viele italienische und französische Handwerker und Künstler in der Stadt. Ein deutsch-französisch-italienisches Wörterbuch, das in der Ausstellung gezeigt wird, half ihnen, sich untereinander und in der fremden Umgebung zurechtzufinden.
- Wohnhaus zeigt verschiedene Pläne und Modelle Ludwigsburger Häuser, die zumeist nach den Vorgaben des Landesbaumeisters Donato Giuseppe Frisoni gebaut wurden.
- Idealbürger. Um die ersten Bauplätze bewarben sich 21 Bürger, nur zwei davon durften sich ansiedeln. Der ideale Bürger musste Startkapital mitbringen; er sollte kein Landwirt sein, sondern Beamter, Hofmann, Gewerbetreibender oder Handwerker.
- Apotheke zeigt ein Doppelporträt des Apothekerpaars Gottlieb Jakob und Sophie Beate Bischoff, denen 1721 erlaubt wurde, die erste Stadtapotheke zu gründen. Ferner werden das Gründungspatent dieser Apotheke, ein Rezeptbuch, ein Apothekergefäß und eine Waage ausgestellt. Eine Porzellanmalerei auf Ludwigsburger Porzellan zeigt eine Apothekersfrau beim Waschen von Schröpfköpfen.
- Waisenhaus enthält Dokumente zum ersten württembergischen Zucht- und Arbeitshaus, das Herzog Carl Alexander 1836 einrichten ließ.
- Garten zeigt ein Doppelporträt der Eheleute Johann Caspar und Elisabetha Dorothea Schiller, der Eltern von Friedrich Schiller; ferner ein Einzelporträt von Elisabetha Dorothea Schiller und eine Publikation von Johann Caspar Schiller über Landwirtschaft.[7]
- Verlag zeigt Publikationen des Buchdruckers Johann Georg Cotta, Vater des Hofbuchdruckers Christoph Friedrich Cotta.
- Manufaktur zeigt bemaltes Geschirr aus Ludwigsburger Porzellan, Illustrationen zur Porzellanherstellung aus der Encylopédie von Denis Diderot sowie eine vermutlich von Nicolas Guibal gefertigte Zeichnung für eine Kaffeekanne. Ferner zeigt dieser Abschnitt zwei Darstellungen von Joseph Süß Oppenheimer.
- Werkstatt zeigt eine Miniatur-Aufsatzkommode von Karl Beyer sowie ein Porträt und Entwürfe von Johann Georg Beyer, beide Angehörige einer angesehenen, im Auftrag des Hofe arbeitenden Schreinerfamilie.
- Schule zeigt Gegenstände aus dem Besitz von Eduard Mörike.
- Kirche zeigt einen Abendmahlkelch, eine Abendmahlkanne, den Druck eines Hymnus und ein Widmungsbild zur Einweihung der Stadtkirche 1726 sowie den Marktplatz mit der evangelischen und der katholischen Stadtkirche.

### AusstellungsraumMusensitz
Der nächste Raum beschäftigt sich mit Kunst und Literatur in Ludwigsburg im 18. und 19. Jahrhundert. Zentral postiert stehen Büsten der Ludwigsburger Literaten Justinus Kerner, Friedrich Theodor Vischer, David Friedrich Strauß und Eduard Mörike sowie von Friedrich Schiller. Letzterer hatte fünf Jahre seiner Kindheit in Ludwigsburg gelebt. Zu diesen fünf Männern präsentiert der Raum jeweils eine Sammlung von Bildern, Texten und persönlichen Gegenständen aus ihrem Leben. Vischer wird durch seinen großen Schreibtisch mit Regalwand und sein Stehpult präsent.
Friedrich Schiller wird in Beziehung gesetzt zu Christian Friedrich Daniel Schubart. Beide waren Kritiker der höfischen Verhältnisse: Schubart musste dafür mit einer zehnjährigen Haft auf dem Hohenasperg bezahlen, Schiller entging dem durch Flucht. Unter den Erinnerungsstücken zu Strauß befinden sich auch eine Erinnerungsplakette und Seidenbänder seiner Ehefrau, der Sängerin Agnese Schebest.
Eine weitere Sammlung in diesem Raum ist der Schriftstellerin Tony Schumacher gewidmet, der Großnichte von Justinus Kerner. Ein Bücherregal lädt die Besucher dazu ein, Bücher zu spenden und damit an die erste Ludwigsburger Bibliothek anzuknüpfen: Herzog Carl Eugen hatte 1764 seine Bibliothek öffentlich gemacht. Jeder Ludwigsburger Beamte musste ein Buch beisteuern; so kamen in kurzer Zeit mehr als 100.000 Bände zusammen.
Ein Gemälde von Pierre François Lejeune zeigt den Herzog Carl Eugen in der Pose eines römischen Imperators. Entwürfe von Carlo Innocenzo Carlone erinnern an das prunkvolle herzogliche Theater. Sie zeigen jeweils Apoll und die Musen. Das Motiv findet sich auf dem Bühnenvorhang des Schlosstheaters wieder. Ein Porträt Niccoló Jommelli sowie Noten und Briefe von diesem und von Jean-Georges Noverre vertiefen dieses Thema. Jommelli war als Komponist und Noverre als Choreograf am Hofe Carl Eugens beschäftigt. Weitere Bilder erinnern an den Hofmaler Nicolas Guibal und an die Académie des Arts, die gemeinsam mit der Schule für Oper, Theater und Ballett 1770 in der Hohen Karlsschule aufging.

### AusstellungsraumNeuerfindung
Der Raum Neuerfindung ist der Industrialisierung und dem wirtschaftlichen Aufschwung Ludwigsburgs ab der zweiten Hälfte des 19. Jahrhunderts gewidmet. Gezeigt werden Produkte Ludwigsburger Unternehmen und Erfindungen mit Bezug zur Stadt. Darunter finden sich Markennamen, die auch heute noch bekannt sind und eine starke Stellung am Markt behaupten.
Mit einem Augenzwinkern wird behauptet, dass sich ohne die Produkte Ludwigsburger Erfinder unmöglich der Alltag bewältigen ließe: Beispielsweise wurde Acetylsalicylsäure von dem gebürtigen Ludwigsburger Felix Hoffmann synthetisiert, Botox von Justinus Kerner entdeckt. Die Ludwigsburger Firma A. & O. Mack entwickelte die Gipsdiele, das Straßburger Unternehmen Benkiser – vor seiner Ludwigsburger Zeit ab 1924 – die Klosettspülung. Der in Ludwigsburg geborene Wilhelm Emil Fein erfand nicht nur die Handbohrmaschine, sein Unternehmen C. & E. Fein entwickelte auch elektrische Feuermelder, tragbare Telefone und elektrische Kaffeemaschinen. Die Ludwigsburger Firma Hakle brachte 1928 das perforierte Toilettenpapier von der Rolle und 1977 das feuchte Toilettenpapier auf den Markt. Der Ludwigsburger Demokrat Jakob Friedrich Kammerer erfand 1832 Phosphor-Zündhölzer mit gleichmäßig brennender Flamme. Der Zichorienkaffee der Firma Heinrich Franck Söhne war ab 1868 ein Massenprodukt.
Sogar Barbie und Viagra werden mit Ludwigsburg in Verbindung gebracht: Das Vorbild der Barbie, die Bild-Lilli, wurde von der Firma Hausser produziert, die 1912 in Ludwigsburg gegründet worden war. Und Karl Pfizer, Gründer des heutigen Weltkonzerns und Viagra-Herstellers Pfizer, war gebürtiger Ludwigsburger. In der Informationsbroschüre des Museums werden diese indirekten Bezüge zu Ludwigsburg aufgeklärt.

### AusstellungsraumSoldatenstadt
Der Raum Soldatenstadt zeigt die mehr als 250 Jahre währende militärische Geschichte Ludwigsburgs mit Fokus auf das Alltagsleben in einer Garnisonsstadt, deren Bevölkerung zeitweise zu mehr als einem Drittel aus Soldaten bestand. Ausgewählte Ausstellungsstücke stehen für Aspekte dieses Alltags der Soldaten und der Zivilbevölkerung in der Zeitspanne von der Feudalarmee Carl Eugens, der Soldaten an andere Mächte verlieh, über die Kaiserzeit mit der Einrichtung großer garnisonseigener Betriebe sowie die beiden Weltkriege bis hin zur Stationierung der amerikanischen Truppen bis 1994. Die Kasernen prägen auch heute noch das Stadtbild und – durch den Raum, den sie bieten – die Weiterentwicklung der Stadt.
Ein Teil dieses sowie des folgenden Raums ist der Zeit des Nationalsozialismus gewidmet. Hier erinnern persönliche Dokumente an den Einzug der jugendlichen Flakhelfer in den Krieg, ein Begleitheft zu dem Film Jud Süß, dessen Schauplatz auch Ludwigsburg ist, an die antisemitische Schmähpropaganda der Nationalsozialisten. Eine Orgelpfeife aus der ehemaligen Synagoge ist wohl das letzte dingliche Zeugnis dieses Gebäudes nach dessen Zerstörung 1938, ein Hitlerjunge barg sie aus dem Schutt. Der biographisch angelegte Ausstellungsteil stellt auch Personen in den Vordergrund, die dem gegenüber Haltung bewahrt haben:
- Die Eltern der Geschwister Scholl, die sich während des Ersten Weltkriegs in Ludwigsburg im Lazarett kennen lernten und Anfang der 1930er Jahre mit der Familie in Ludwigsburg lebten.
- Ernst Metzger und Eugen Buhl, die 1938 durch Ludwigsburg getrieben wurden, weil sie an ihren Geschäftsbeziehungen zu Juden festgehalten hatten.
- Den jüdischen Textilkaufmann und Stadtrat Max Elsas, von 1916 bis 1918 stellvertretender Bürgermeister, der 1941 im Alter von 84 Jahren in das Konzentrationslager Theresienstadt deportiert wurde und im folgenden Jahr dort starb.

### AusstellungsraumBürgerstadt
Der letzte Raum ist dem modernen Ludwigsburg und seinen Bürgern gewidmet. Die Porträtfotos von Loredana Nemes aus der letzten Ausstellung im alten Gebäude wurden in den festen Bestand übernommen und machen nun einen großen Teil der Ausstellung in diesem Raum aus. Ergänzt wird die Galerie der Ludwigsburger durch Fotos des Fotostudios Walter Heine aus den 1940er und 1950er Jahren. Die Urkunde der Städtepartnerschaft mit Montbéliard aus dem Jahre 1962 weist über diese Städtepartnerschaft hinaus auch auf die deutsch-französische Aussöhnung hin. In jenem Jahr hielt Charles de Gaulle seine berühmte Rede an die Jugend auf dem Ludwigsburger Schlossplatz. Eine Packung Espresso-Bohnen erinnert an die Zuwanderung italienischer Gastarbeiter in den 1970er Jahren.
Dass die neue Zeit nicht naht- und schmerzlos die alte ablöste, zeigen Fotografien aus der Spruchkammerakte Richard Äckerles. Letzterer hatte 1941, in seiner Funktion als Kreisleiter der Deutschen Arbeitsfront, zwei Arbeiterinnen dazu verurteilt, mit kahlgeschorenem Kopf und einem umgehängten Schild Ich bin eine ehrlose Frau durch Ludwigsburg getrieben zu werden. Sie hatten mit französischen Kriegsgefangenen gesprochen und hätten sich somit, so Äckerle, der Rassenschande schuldig gemacht. 1948 wurde Äckerles deshalb in einem Spruchkammerverfahren zu fünf Jahren Gefängnis und einer Geldstrafe verurteilt. – Eine hölzerne Spielstadt, um 1946 hergestellt von Internierten des Internee Camp 74, erinnert ebenfalls an die Zeit der Entnazifizierung.

### Saal im Untergeschoss
Ein Saal im Untergeschoss dient als Ausstellungsraum für Wechselausstellungen.

### Ehemalige Außenstellen
Das Museums betrieb früher als Außenstelle eine über 100 Jahre alte Hufschmiede und ein Schaumagazin für Großexponate.